# Baringin (Parlilitan)
Baringin is een bestuurslaag in het regentschap Humbang Hasundutan van de provincie Noord-Sumatra, Indonesië. Baringin telt 1552 inwoners (volkstelling 2010).